# Novembre 1875

## Événements
- 1er novembre (Nouvelle-Zélande) : abolition des conseils de province, institués en 1852. Désormais, l’ensemble du territoire sera gérée par une administration unique.

- 2 novembre (Malaisie) : assassinat du résident britannique à Perak James W.W. Birch (en). Échec et sévère répression d’une insurrection contre la présence britannique dans le sultanat de Perak (fin en 1876).

- 3 novembre : Savorgnan de Brazza quitte Libreville et remonte l’Ogooué.

- 9 novembre : début de la seconde guerre des Sioux.

- 10 novembre : fondation de la Société de géographie de Lisbonne. Elle s’attache à justifier les « droits historiques » du Portugal en Afrique.

- 16 novembre (campagne d’Éthiopie) : les troupes d’Arakel Bey sont vaincues par le négus Yohannès IV à Gundet, sur le Mareb. Les Égyptiens doivent se retirer et abandonnent leur matériel sur le terrain, soit six pièces d’artillerie, près de 2 000 fusils et 20 000 thalers.

- 19 novembre : Bienheureux Louis-Zéphirin Moreau est nommé évêque au Diocèse de Saint-Hyacinthe.

- 27 novembre :
  - Le mariage civil est déclaré obligatoire en Suisse.
  - Le Royaume-Uni achète des parts de la Compagnie du Canal de Suez au khédive d'Égypte Ismaïl pour garantir sa route vers les Indes (45 % des parts).
    - Les Britanniques réclament le remboursement de leurs dettes à Raouf Pacha qui doit abandonner ses actions sur le canal de Suez : les Britanniques en possèdent désormais la plus grande partie (près des deux-tiers).

## Naissances
- 8 novembre : Joseph Wauters, homme politique belge († 30 juin 1929).
- 10 novembre : Manuel Argüelles Argüelles, avocat et homme politique espagnol († 1945).
- 24 novembre : Albert Libertad, anarcho-communiste français († 12 novembre 1908).
- 30 novembre : Pál Heim, médecin pédiatre hongrois († 23 octobre 1929).

## Décès
- 1er novembre : Firmin Rogier, diplomate belge (° 1er avril 1791).
- 26 novembre : Johann Geyer, peintre allemand (° 7 janvier 1807).